# Distrito Levante (Palma de Mallorca)

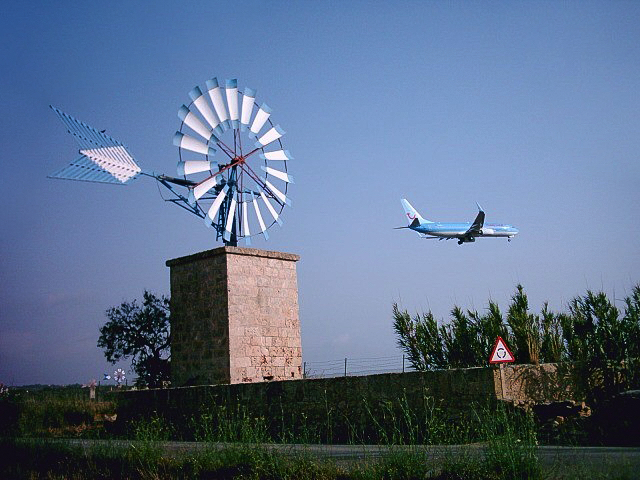
Sant Jordi.

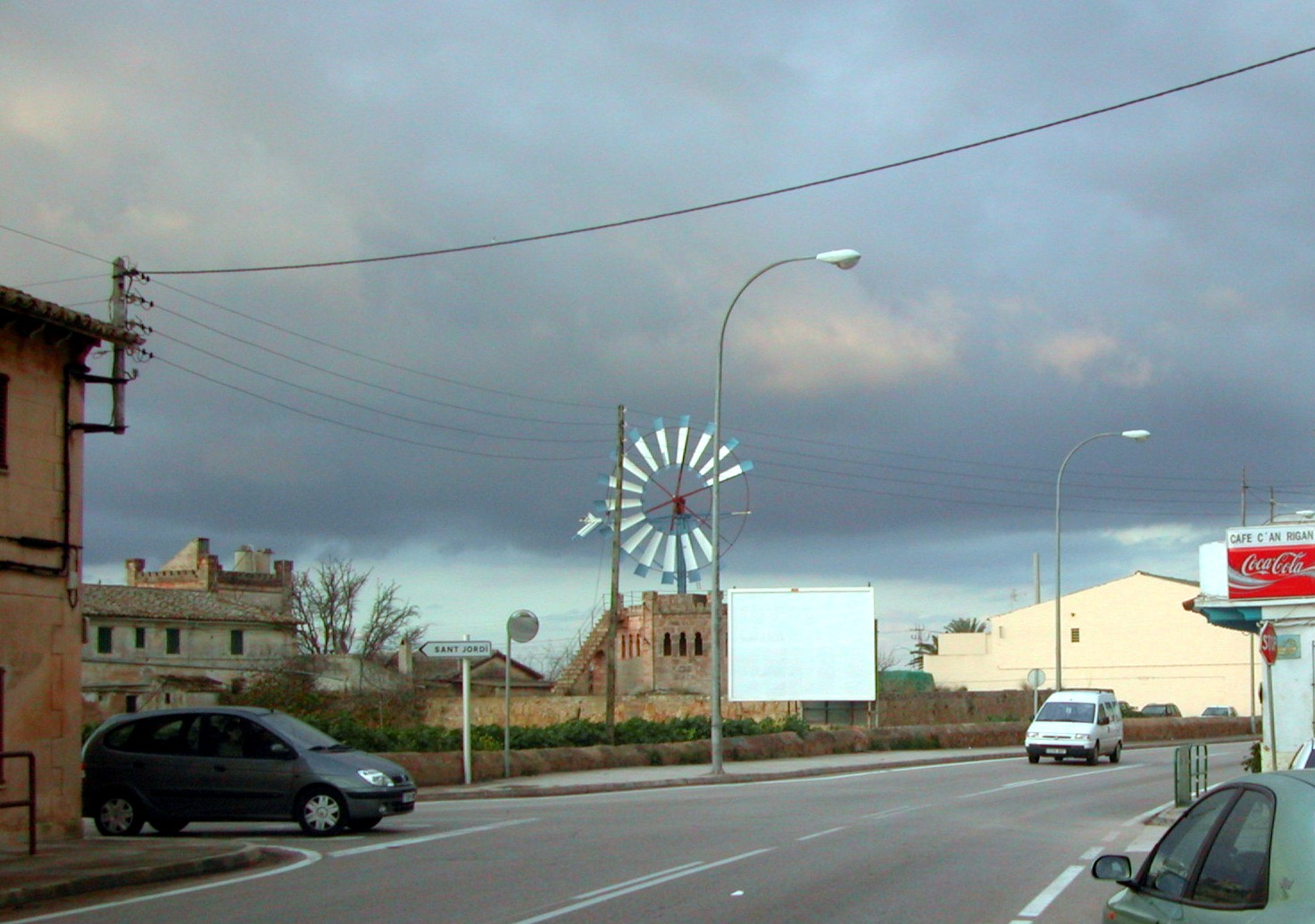
La Casa Blanca

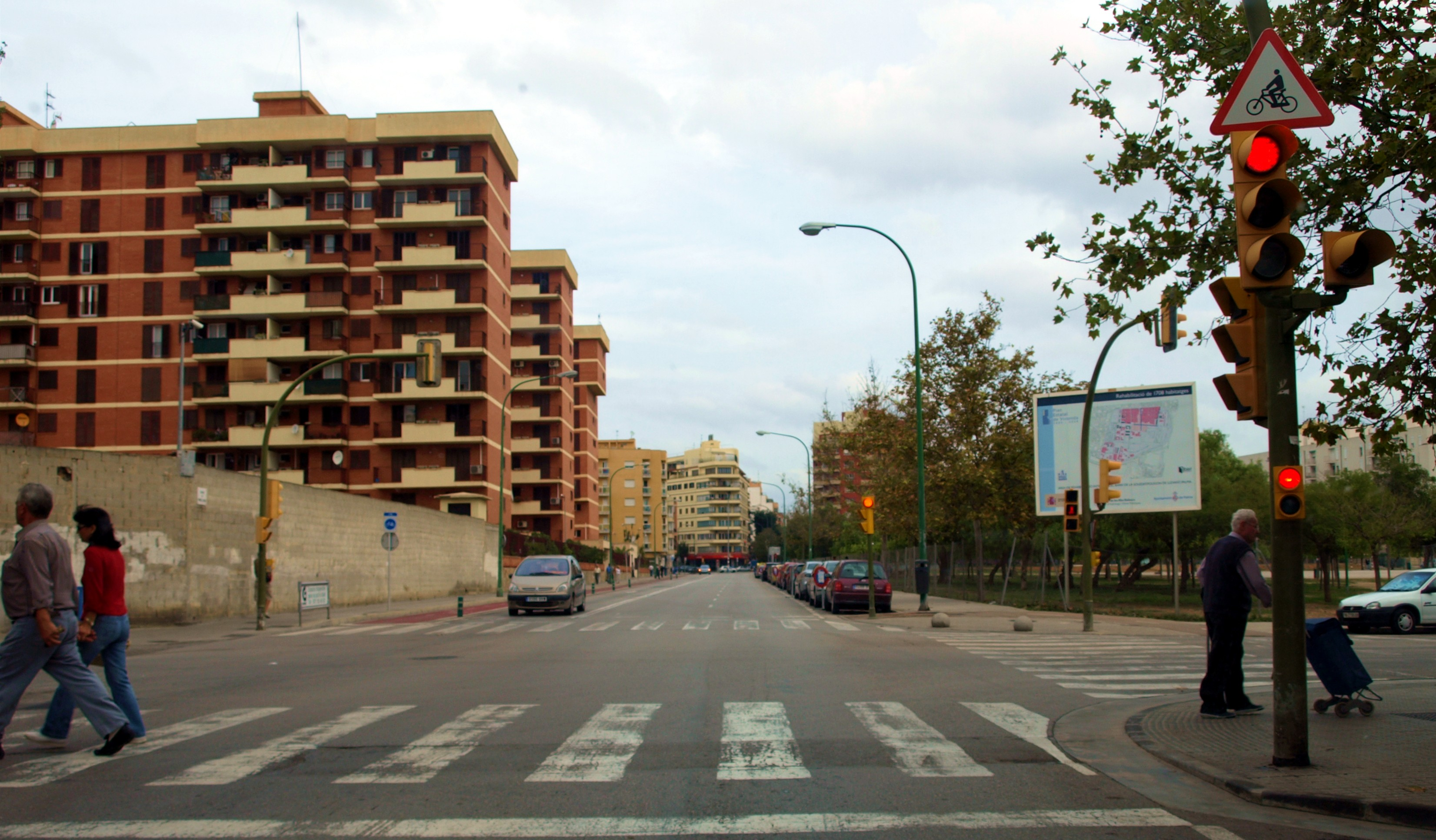
Calle Manuel Azaña

El distrito de Levante es una de las cinco zonas administrativas en que se divide el término municipal de Palma de Mallorca. Es el distrito más poblado de la ciudad con 153 624 habitantes

## Barrios
|    |                         |                  |  |  |
|    | Barrio                  | Población (2018) |  |  |
| 55 | Marqués de la Fuensanta | 6,872            |  |  |
| 56 | Son Rullán              | 1,210            |  |  |
| 57 | Verge de Lluch          | 1,862            |  |  |
| 58 | Son Cladera             | 7,614            |  |  |
| 59 | El Vivero               | 6,984            |  |  |
| 60 | El Rafal Nuevo          | 6,990            |  |  |
| 61 | El Rafal Viejo          | 12,330           |  |  |
| 62 | Son Fortesa(Nord)       | 2,203            |  |  |
| 63 | Els Hostalets           | 2,581            |  |  |
| 64 | Son Fortesa(Sud)        | 3,929            |  |  |
| 65 | Son Gotleu              | 9,620            |  |  |
| 66 | Can Capes               | 1,738            |  |  |
| 67 | Son Canals              | 6,084            |  |  |
| 68 | La Soledad (norte)      | 8,471            |  |  |
| 69 | Estadio Balear          | 974              |  |  |
| 70 | Pedro Garau             | 29,637           |  |  |
| 71 | Foners                  | 17,380           |  |  |
| 72 | Polígono de Levante     | 6,814            |  |  |
| 73 | La Soledad (sur)        | 2,410            |  |  |
| 74 | Son Malherido           | 100              |  |  |
| 80 | Aeroport                | 106              |  |  |
| 83 | El Pilarín              | 2,153            |  |  |
| 84 | Son Ferriol             | 9,913            |  |  |
| 85 | La Aranjasa             | 1,119            |  |  |
| 86 | San Jorge               | 3,115            |  |  |
| 87 | La Casa Blanca          | 1,415            |  |  |
|    | TOTAL                   | 153 624          |  |  |